# Podmioty polityki społecznej
Podmioty polityki społecznej – osoby prawne zajmujące się prowadzeniem polityki społecznej. Są to podmioty odpowiedzialne za likwidowanie różnic społecznych, za wyrównywanie szans życiowych ludzi potrzebujących jak i za poprawę ich położenia materialnego.

## Podmioty polityki społecznej według kryterium zakresu ich oddziaływania

### Globalne
To organizacje międzynarodowe, działające w wielu regionach świata. Zasięg działań tych organizacji jest globalny, które w swoim zasięgu działania mają określone kwestie socjalne występujące w skali globalnej.

#### Przykładowe organizacje globalne
- Organizacja Narodów Zjednoczonych i jej agendy oraz programy wyspecjalizowane:
  - ILO (International Labour Organization) - zajmująca się problemami związanymi z pracą.
  - FAO (Food and Agriculture Organization)- zajmująca się sprawami wyżywienia i rolnictwa.
  - IMF (International Monetary Fund)- zajmująca się stabilizacją ekonomiczną na świecie.
  - WHO (World Health Organization) - zajmująca się ochroną zdrowia.
  - UNESCO (United Nations Educational, Scientific and Cultural Organization) - zajmuje się wspieraniem współpracy międzynarodowej w dziedzinie kultury, sztuki i nauki.
- OECD (Organization for Economic Co-operation and Development) - wspieranie członków organizacji w osiąganiu jak najwyższego poziomu rozwoju gospodarczego i poprawa jakości życia obywateli.

### Regionalne
Zasięg ich działań obejmuje obszar kilku krajów na danym kontynencie.

#### Przykładowe organizacje regionalne
- Rada Europy
- Unia Europejska realizujące program polityki społecznej w krajach członkowskich

### Krajowe
To osoby prawne których zakres działalności jest ograniczony granicami danego kraju. Można je podzielić na publiczne i pozarządowe.

### Lokalne
Działające na obszarze określonego terytorium w danym kraju (np. w obrębie: powiatu, gminy czy wsi). Przykładem tego typu podmiotu jest samorząd terytorialny.
Podmioty polityki społecznej można podzielić na podmioty państwowe i pozarządowe. Celem podmiotów państwowych, w zakresie swoich możliwości, jest porządkowanie życia społecznego oraz pomoc w wyrównywaniu szans życiowych. Natomiast celem podmiotów pozapaństwowych polityki społecznej jest uzupełnianie działań rządu na rzecz osób najbardziej potrzebujących.
W Polsce Podmioty polityki społecznej możemy podzielić na 5 grupy:
1. Ustawodawcze podmioty polityki społecznej decydujące o kształcie ustawodawstwa socjalnego w której skład wchodzą Sejm i Senat. Poprzez różnego rodzaju komisje proces legislacyjny jest wydłużany.

W obszarze polityki społecznej w Sejmie możemy wyróżnić komisję:
- - Polityki Społecznej i Rodziny,
  - Edukacji Nauki i Młodzieży,
  - Łączności z Polakami za Granicą,
  - Polityki Przestrzennej, Budowlanej i Mieszkaniowej,
  - Samorządu Terytorialnego i Polityki Regionalnej,
  - Zdrowia.

W obszarze polityki społecznej w Senacie  możemy wyróżnić komisje:
- - polityki społecznej i zdrowia,
  - Samorządu Terytorialnego i Administracji Państwowej,
  - Spraw Emigracji i Polaków za Granicą,
  - Nauki, edukacji i sportu.

1. Wykonawcze podmioty polityki społecznej: Prezydent, Premier, Komitet Społeczno-Polityczny Rady Ministrów, Rządowa Komisja Ludnościowa; Minister Finansów; Minister Pracy i Polityki Społecznej, Minister Spraw Wewnętrznych i Administracji; Urząd ds. Kombatantów i Osób Represjonowanych, Minister Sprawiedliwości, Minister Zdrowia; Minister Edukacji Narodowej; Minister Rolnictwa i Rozwoju Wsi.
2. Podmioty kontrolne polityki społecznej: państwowa inspekcja pracy, NIK, Rzecznik Praw Obywatelskich, Rzecznik Praw Dziecka.
3. Podmioty sądownicze polityki społecznej: Trybunał konstytucyjny, sądy pracy i ubezpieczeń społecznych, sądy rodzinno-opiekuńcze.
4. Pozapaństwowe podmioty polityki społecznej: Caritas, Monar, Polska Akcja Humanitarna